# Rysperydon
Rysperydon, risperidon (INN risperidonum) – organiczny związek chemiczny z wieloma grupami funkcyjnymi, pochodna 1,2-benzoizoksazolu, lek przeciwpsychotyczny drugiej generacji. Wykazuje działanie przeciwwytwórcze, antyautystyczne i aktywizujące; nie wykazuje działania cholinolitycznego.
Został opracowany przez Janssen Pharmaceutica i wprowadzony do lecznictwa w 1994 roku.

## Wskazania

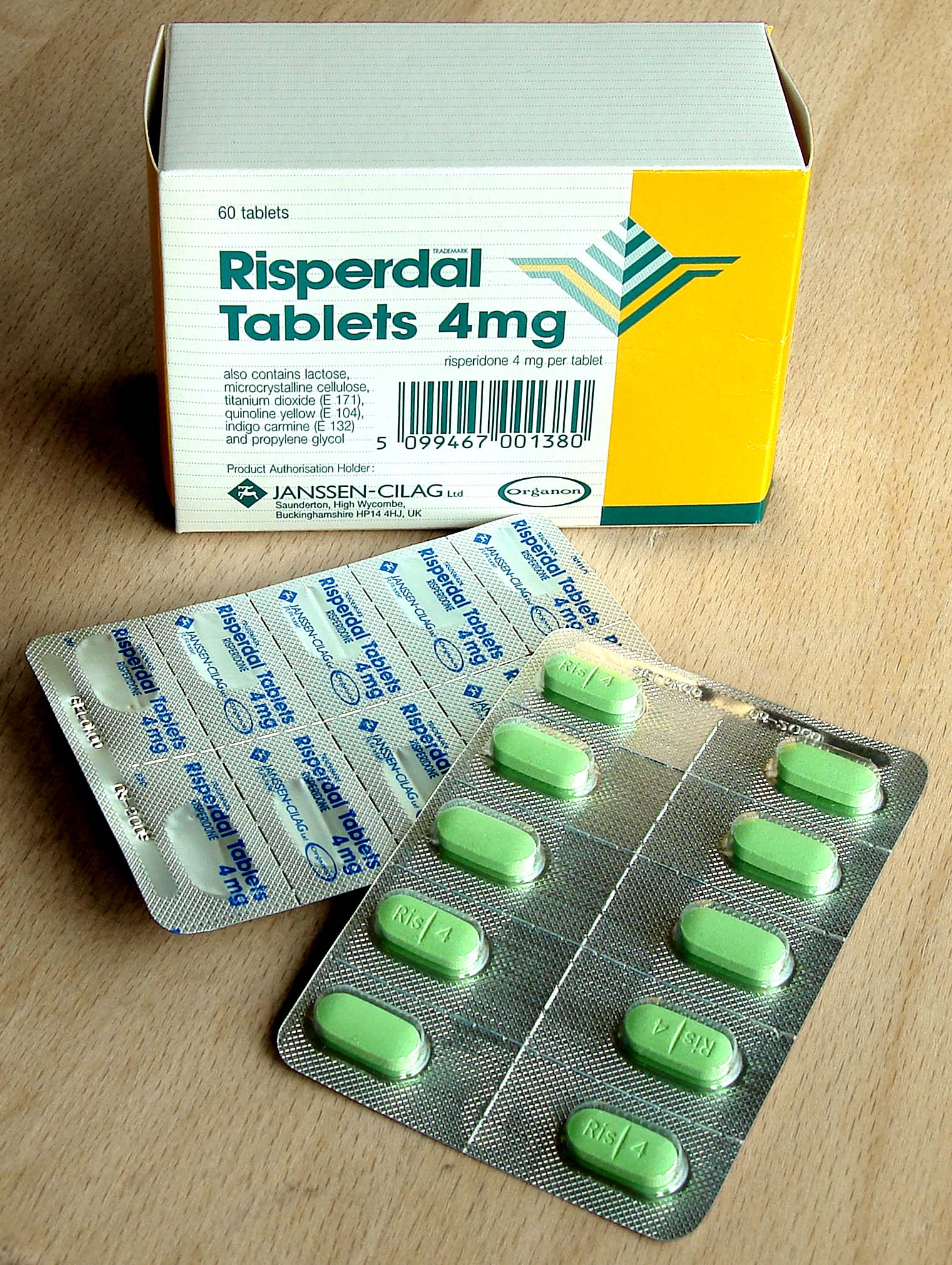
Jeden z preparatów rysperydonu

Rysperydon jest stosowany w leczeniu ostrych i przewlekłych psychoz schizofrenicznych oraz stanów psychotycznych z objawami pozytywnymi i negatywnymi. Lek zmniejsza również objawy depresyjne i lękowe związane ze schizofrenią.
Lek stosowany jest również w leczeniu zaburzeń lękowych, obsesyjno-kompulsyjnych, zespołu Tourette’a, depresji lekoopornej oraz zaburzeń odżywiania (w tym przypadku stosowany jest pozarejestracyjnie), a także w łagodzeniu objawów autyzmu.

## Objawy uboczne
Częstymi objawami ubocznymi podczas stosowania rysperydonu są: bezsenność, pobudzenie, lęki oraz bóle głowy. Rzadko występującymi objawami są: senność, zmęczenie, zawroty głowy, zaparcia, nudności, wymioty, zaburzenia widzenia, priapizm, akatyzja.

## Preparaty
Rysperydon dostępny jest w postaci tabletek, roztworu doustnego oraz proszku do sporządzania zawiesiny do wstrzykiwań. 
W Polsce wszystkie preparaty zawierające rysperydon dostępne są wyłącznie na receptę – do obrotu dopuszczono:
- Orizon – roztwór doustny, 1 mg/ml – Orion Corporation
- Orizon – tabletki powlekane, ½/1/2/3/4 mg – Orion Corporation
- Ranperidon – tabletki ulegające rozpadowi w jamie ustnej, 1/2/3/4 mg – Ranbaxy (Poland) Sp. z o.o.
- Rileptid (x) mg – tabletki powlekane, x = 1/2/3/4 mg – Egis Pharmaceuticals PLC
- Risperidon Vipharm – tabletki powlekane, 1/2/3/4 mg/ml – Vipharm S.A.
- Risperon – tabletki powlekane, 1/2/3/4 mg – Przedsiębiorstwo Farmaceutyczne LEK-AM Sp. z o.o.
- Rispolept (preparat oryginalny) – roztwór doustny, 1 mg/ml – Janssen-Cilag International N.V
- Rispolept (preparat oryginalny) – tabletki powlekane, 1/2/3/4 mg – Janssen-Cilag International N.V
- Rispolept Consta – proszek i rozpuszczalnik do sporządzania zawiesiny do wstrzykiwań o przedłużonym uwalnianiu, 25/37,5/50 mg – Janssen-Cilag International N.V
- Ryspolit – roztwór doustny, 1 mg/ml – Zakłady Farmaceutyczne POLPHARMA S.A.
- Ryspolit – tabletki powlekane, 1/2/3/4 mg – Zakłady Farmaceutyczne POLPHARMA S.A.
- Torendo Q-Tab (x) mg – tabletki ulegające rozpadowi w jamie ustnej, x = 1/2 mg – Krka, Novo Mesto